# Stora Lysingen, Dalsland
Stora Lysingen är en sjö i Färgelanda kommun i Dalsland och ingår i Örekilsälvens huvudavrinningsområde.